# A-League 2008-09
La temporada 2008-09 de la A-League fue la cuarta edición de la máxima categoría del fútbol de Australia y Nueva Zelanda. 
La competencia dio inicio el 15 de agosto de 2008 y se extendió durante 21 fechas en la que cada equipo enfrentó tres veces a sus rivales. Al final de la temporada regular los cuatro primeros avanzan a la fase final por el título.
El Melbourne Victory se coronó campeón por segunda vez y clasifica de este modo a la Liga de Campeones de la AFC 2010 junto con el Adelaide United, finalista del torneo y que había obtenido la segunda plaza en la clasificación de la temporada regular.

## Equipos participantes
| Club                   | Ciudad         | Estadio                  | Capacidad |
| ---------------------- | -------------- | ------------------------ | --------- |
| Adelaide United        | Adelaide, SA   | Hindmarsh Stadium        | 17,000    |
| Central Coast Mariners | Gosford, NSW   | Bluetongue Stadium       | 20,119    |
| Melbourne Victory      | Melbourne, VIC | Etihad Stadium           | 56,347    |
| Newcastle United Jets  | Newcastle, NSW | Energy Australia Stadium | 26,164    |
| Perth Glory            | Perth, WA      | Members Equity Stadium   | 18,156    |
| Queensland Roar        | Brisbane, Qld  | Suncorp Stadium          | 52,500    |
| Sydney FC              | Sydney, NSW    | Aussie Stadium           | 42,000    |
| Wellington Phoenix     | Wellington, NZ | Westpac Stadium          | 36,000    |

## Tabla de posiciones
| Pos | Equipo                 | PJ | PG | PE | PP | GF | GC | GA  | Pts |
| --- | ---------------------- | -- | -- | -- | -- | -- | -- | --- | --- |
| 1.  | Melbourne Victory      | 21 | 12 | 2  | 7  | 39 | 27 | +12 | 38  |
| 2.  | Adelaide United        | 21 | 11 | 5  | 5  | 31 | 19 | +12 | 38  |
| 3.  | Queensland Roar        | 21 | 10 | 6  | 5  | 36 | 25 | +11 | 36  |
| 4.  | Central Coast Mariners | 21 | 7  | 7  | 7  | 35 | 32 | +3  | 28  |
| 5.  | Sydney FC              | 21 | 7  | 5  | 9  | 33 | 32 | +1  | 26  |
| 6.  | Wellington Phoenix     | 21 | 7  | 5  | 9  | 23 | 31 | -8  | 26  |
| 7.  | Perth Glory            | 21 | 6  | 4  | 11 | 31 | 44 | -13 | 22  |
| 8.  | Newcastle United Jets  | 21 | 4  | 6  | 11 | 21 | 39 | -18 | 18  |

* Leyenda: PJ: Partidos jugados; PG: Partidos ganados; PE: Partidos empatados; PP: Partidos perdidos; GF: Goles a favor; GC: Goles en contra; Dif: Diferencia de goles; Pts: Puntos.
     Clasificado a la Liga de Campeones de la AFC 2010 y a la fase final.

     Clasificados a Primera ronda de la fase final.

## Fase final
- El vencedor de la Semifinal Mayor accede directamente a la Gran Final por el título, mientras el cuadro derrotado enfrenta al ganador de la Semifinal Menor por el segundo cupo en la Gran Final.

### Semifinal Mayor (1° vs 2°)
| 7 de febrero de 2009 | Adelaide United | 0:2 | Melbourne Victory | Hindmarsh Stadium, Adelaide     |  |
|                      |                 |     |                   | Asistencia: 14.120 espectadores |  |

| 14 de febrero de 2009 | Melbourne Victory | 4:0 | Adelaide United | Telstra Dome, Melbourne         |  |
|                       |                   |     |                 | Asistencia: 34.730 espectadores |  |

### Semifinal Menor (3° vs 4°)
| 6 de febrero de 2009 | Central Coast Mariners | 0:2 | Queensland Roar | Bluetongue Stadium, Gosford, NSW |  |
|                      |                        |     |                 | Asistencia: 9.515 espectadores   |  |

| 13 de febrero de 2009 | Queensland Roar | 2:1 | Central Coast Mariners | Suncorp Stadium, Brisbane       |  |
|                       |                 |     |                        | Asistencia: 23.700 espectadores |  |

### Final Preliminar
| 21 de febrero de 2009 | Adelaide United     | 1:0 | Queensland Roar | Hindmarsh Stadium, Adelaide    |                                |
|                       | Fabian Barbiero 25' |     |                 | Asistencia: 8.470 espectadores | Asistencia: 8.470 espectadores |

#### Gran Final[2]
| 28 de febrero de 2009 | Melbourne Victory | 1:0 | Adelaide United   | Telstra Dome, Melbourne         |                                 |
|                       |                   |     | Tom Pondeljak 60' | Asistencia: 53.270 espectadores | Asistencia: 53.270 espectadores |

| Bandera de Australia                 |
| Campeón Melbourne Victory 2.º título |

## Máximos Goleadores
* finalizada la temporada regular, no se contabilizan juegos de playoffs.
| Pos. | Jugador           | Club                   | Goles |
| ---- | ----------------- | ---------------------- | ----- |
| 1    | Shane Smeltz      | Wellington Phoenix     | 12    |
| 2    | Matt Simon        | Central Coast Mariners | 11    |
|      | Daniel Allsopp    | Melbourne Victory      | 11    |
|      | Sergio van Dijk   | Queensland Roar        | 11    |
| 5    | Eugène Dadi       | Perth Glory            | 10    |
|      | Nikita Rukavytsya | Perth Glory            | 10    |
| 7    | Archie Thompson   | Melbourne Victory      | 8     |
|      | Cristiano         | Adelaide United        | 8     |